# Довгалівка (Нікополь)
Довгалі́вка — східна частина міста Нікополь.
Розташована між центральною частиною Микитин Ріг й Лисою Горою. Положене над річкою Дніпро.
Веде свій початок від запорозьких козаків братів Довгалів. Тут розташована Нікопольська нафтобаза.
Місцевість сильно потерпає від підтоплення поверхневих підземних вод, що піднялися з наповнення Каховського «моря».